# لیترژی الهی
لیترژی الهی (انگلیسی: Divine Liturgy) (یونانی باستان: Θεία Λειτουργία، رومی شده: Theia Leitourgia) یا لیترژی مقدس نام رایجی است که در بیشتر آیین‌های مسیحی شرقی برای مراسم عشای ربانی استفاده می‌شود.
کلیساهای کاتولیک یونانی و ارتدوکس، لیترژی الهی را فراتر از زمان و جهان می‌بینند. همه مؤمنان به عنوان متحد در عبادت در ملکوت خدا همراه با قدیسان درگذشته و فرشتگان آسمان دیده می‌شوند. همه چیز در لیترژی نمادین تلقی می‌شود، اما نه صرفاً نمادین، زیرا واقعیت نادیده را حاضر می‌کند. بر اساس سنت و اعتقاد شرقی، ریشه‌های لیترژی به اقتباس لیترژی یهودی توسط مسیحیان اولیه بازمی‌گردد. بخش اول، که «لیترژی کاتکیومن‌ها» نامیده می‌شود، مانند مراسم کنیسه شامل خواندن متون مقدس و، در برخی مکان‌ها، احتمالاً یک موعظه/خطابه است. نیمه دوم بر اساس شام آخر و اولین جشن‌های عشای ربانی توسط مسیحیان اولیه است و «لیترژی مؤمنان» نامیده می‌شود. مسیحیان شرقی معتقدند که عشای ربانی بخش مرکزی مراسمی است که در آن شرکت می‌کنند، زیرا آنها معتقدند که نان و شراب واقعاً به جسم و خون واقعی مسیح تبدیل می‌شوند، و با تناول آن، آنها به‌طور مشترک بدن مسیح (یعنی کلیسا) می‌شوند. هر لیترژی تفاوت‌هایی با دیگران دارد، اما بیشتر آنها با اقتباس‌هایی بر اساس سنت، هدف، فرهنگ و الهیات بسیار شبیه به یکدیگر هستند.